# Zöld tündérrigó
A zöld tündérrigó (Cochoa viridis) a madarak osztályának verébalakúak (Passeriformes) rendjébe és a varjúfélék (Corvidae) családjába tartozó faj.

## Rendszerezése
A fajt Brian Houghton Hodgson angol ornitológus írta le 1836-ban.

## Előfordulása
Dél- és Délkelet-Ázsiában, Bhután, India, Kambodzsa, Kína, Laosz, Mianmar, Nepál, Thaiföld és Vietnám területén honos. Természetes élőhelyei a szubtrópusi vagy trópusi száraz erdők, síkvidéki és hegyi esőerdők. Állandó, nem vonuló faj.

## Megjelenése
Testhossza 28 centiméter, testtömege 88-122 gramm.
|  |

## Természetvédelmi helyzete
Az elterjedési területe rendkívül nagy, egyedszáma ugyan csökken, de még nem éri el a kritikus szintet. A Természetvédelmi Világszövetség Vörös listáján nem fenyegetett fajként szerepel.